# Liste der Einträge im National Register of Historic Places im Freestone County
Die Liste der Registered Historic Places im Freestone County führt alle Bauwerke und historischen Stätten im texanischen Freestone County auf, die in das National Register of Historic Places aufgenommen wurden.

## Aktuelle Einträge
| Lfd. Nr. | Name im NRHP                                                 | Bild | Datum der Eintragung | Adresse/Lage    | Ort    | NRHP-ID  | Beschreibung |
| -------- | ------------------------------------------------------------ | ---- | -------------------- | --------------- | ------ | -------- | ------------ |
| 1        | Trinity and Brazos Valley Railroad Depot and Office Building |      | 21. März 1979        | 208 S. 3rd Ave. | Teague | 79002940 |              |